# SS City of Paris (1888)
El SS City of Paris fue un transatlántico británico de la compañía naviera Inman Line, que mantuvo el galardón de la Banda Azul como el barco más rápido en la ruta del océano Atlántico norte desde 1889 a 1891 y de nuevo de 1892 a 1893. Era el buque hermano del SS City of New York, y rival de los transatlánticos RMS Teutonic y RMS Majestic, de la White Star Line. Resultó ser el buque de dos hélices más rápido antes de la llegada del RMS Campania y el RMS Lucania, de la Cunard Line. 
En 1893, fue rebautizado como Paris, siendo transferido al registro de Estados Unidos cuando la Inman Line fue fusionada con la American Line. El City of Paris y el City of New York fueron agrupados junto a los nuevos buques estadounidenses St Louis y St Paul para formar uno de los mejores servicios transatlánticos del transporte de pasajeros, siendo conocido como los "cuatro grandes". El Paris sirvió a la Marina de Estados Unidos como crucero auxiliar USS Yale durante la guerra hispano-estadounidense y es recordado sobre todo por colarse en el puerto de San Juan, Puerto Rico, bajo las armas españolas de Morro Castillo.
Después de que el Paris regresara al servicio comercial, fue dañado seriamente en 1899 cuando embarrancó en la costa británica. Reconstruido y rebautizado como SS Philadelphia, navegó para la American Line hasta que fue requisado de nuevo durante la Primera Guerra Mundial como el buque de transporte de tropas USS Harrisburg. Después de la guerra, continuó en servicio para la American Line hasta 1920.
En agosto de 1922, en su primer viaje hacia el este, la tripulación del Filadelfia se amotinó. El barco estaba atrasado por las reparaciones recibidas en la Bahía de Nápoles y los funcionarios de aduanas italianos le negaron el permiso para partir. Los medios de comunicación contemporáneos describieron a la tripulación como bolcheviques y miembros de los Trabajadores Industriales del Mundo. Cierto o no, saquearon y quemaron el barco, y fue varado el 26 de agosto de 1922, lo que llevó a las autoridades italianas a arrestarlos. El Filadelfia fue desguazado en 1923.

## Galería

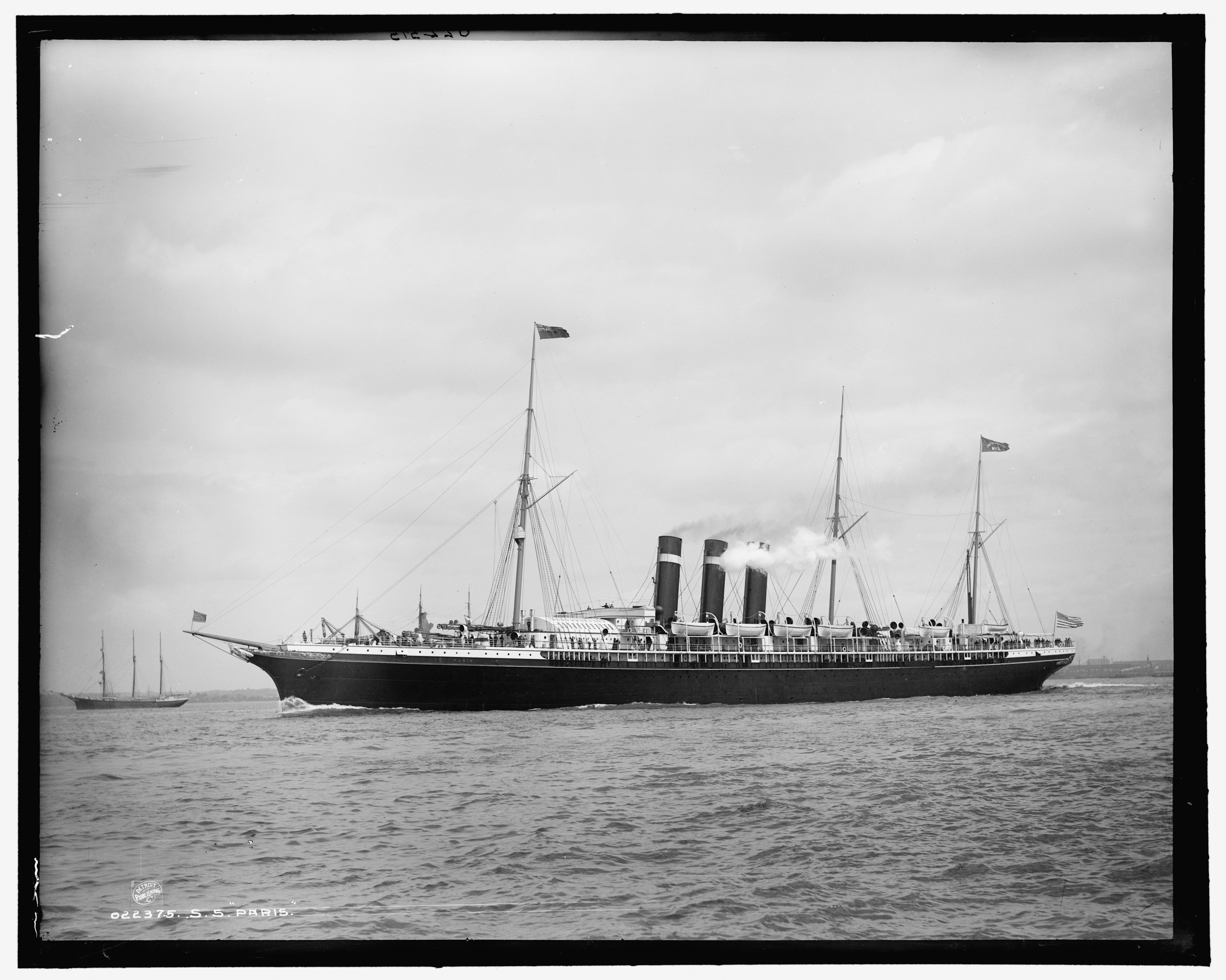
El SS Paris (ex City of Paris) fotografiado a mediados de los años 1890.
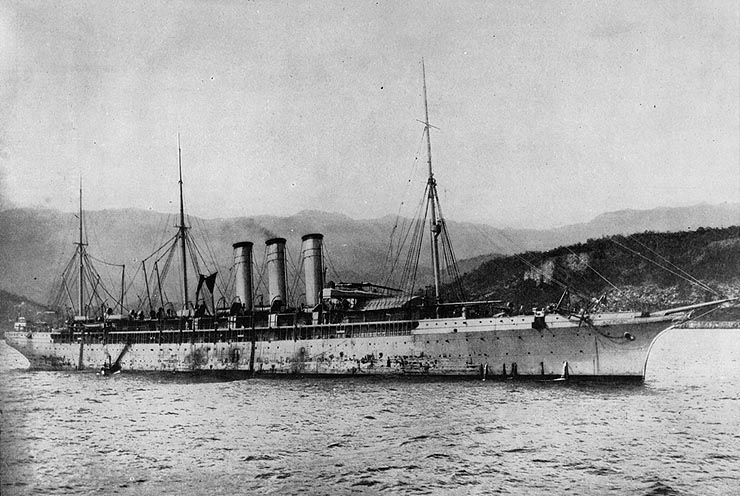
El USS Yale cerca de la costa cubana durante la guerra hispano-estadounidense.
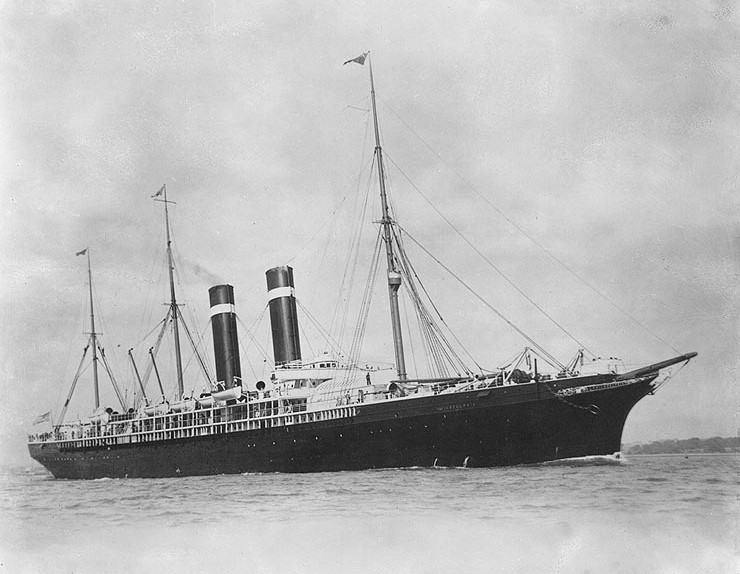
El City of Paris, tras su remodelación y ser rebautizado como SS Philadelphia.
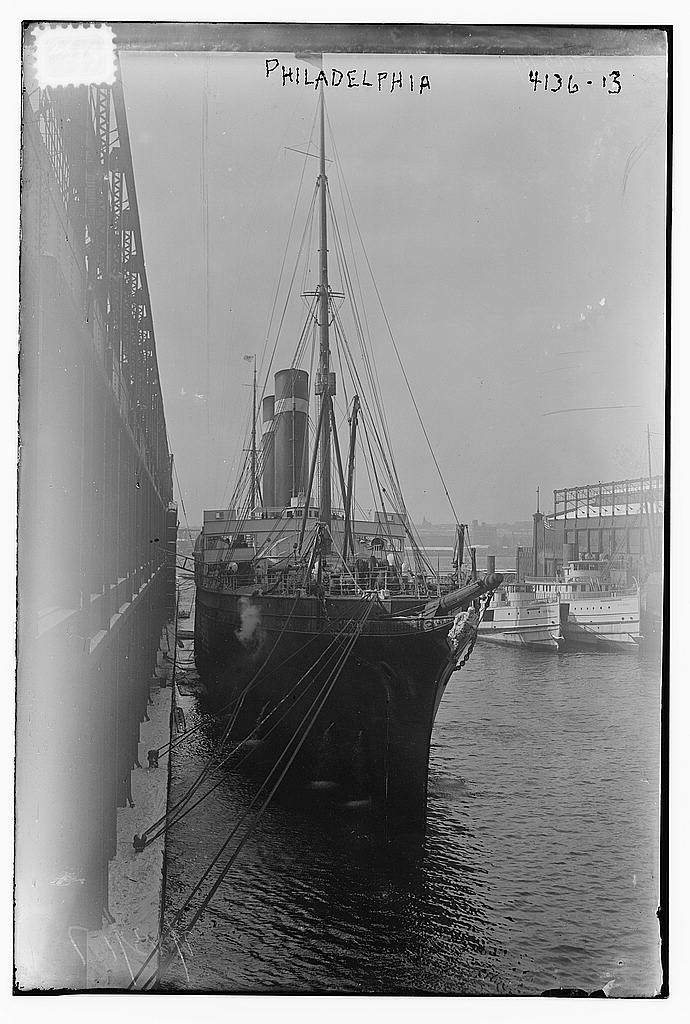
El Philadelphia fotografiado en el puerto de Nueva York, ca. 1920.